# Plagiorchis proximus
Plagiorchis proximus är en plattmaskart. Plagiorchis proximus ingår i släktet Plagiorchis och familjen Plagiorchiidae. Inga underarter finns listade i Catalogue of Life.